# ترانه کامیاب
ترانه کامیاب (زادهٔ ۱۹ دی ۱۳۷۳ در فریدون‌کنار) یکی از ملی‌پوشان تیم ملی کانوپولو زنان ایران است. وی از سال ۱۳۸۹ به اردوی تیم ملی جوانان دعوت شده و از سال ۱۳۹۳ هم در تیم ملی بزرگسالان عضویت دارد. کامیاب همراه با تیم ملی کانوپولو زنان ایران در بازی‌های آسیایی ۲۰۱۸ به مدال طلا دست یافت. در کارنامه او کسب مدال در مسابقات آسیایی و جهانی هم به چشم می‌خورد.او علاوه بر کانوپولو در رشته استندآپ پدلبرد نیز فعالیت دارد.

## افتخارات
- مدال طلا در مسابقات کانوپولو قهرمانی آسیا (۲۰۱۵ هنگ‌کنگ)
- مدال نقره در مسابقات کانوپولو قهرمانی آسیا (۲۰۱۷ مالزی)
- مدال طلا مسابقات بازی‌های آسیایی ۲۰۱۸ (جاکارتا)[۴]
- مدال نقره در مسابقات کانوپولو قهرمانی آسیا (۲۰۱۹ چین)
- مقام هشتم مسابقات جهانی کانوپولو زنان (۲۰۱۴ فرانسه)[۵][۶]
- مقام نهم مسابقات جهانی کانوپولو زنان (۲۰۱۶ ایتالیا)